# Tite (football)
Pour les articles homonymes, voir Tite.
Adenor Leonardo Bacchi dit Tite (prononcé en portugais brésilien : [titʃ]), né le 25 mai 1961 à Caxias do Sul, Rio Grande do Sul, est un joueur et entraîneur de football brésilien. Il a été le sélectionneur de l'équipe du Brésil de 2016 à 2022.

## Biographie
Il joue puis entraîne dans de nombreux clubs.
Il commence sa carrière d'entraîneur en 1990 au Grêmio Atlético Guarany (pt), puis dirige tour à tour les clubs suivants : Caxias (deux fois), Veranópolis, Ypiranga FC (en), Juventude, Grêmio, São Caetano, Corinthians (trois fois), Atlético Mineiro, Palmeiras et Internacional. Il réalise également deux piges aux Émirats arabes unis, à l'Al Ain Club en 2007 et Al-Wahda en 2010.

### Sélectionneur de l'équipe du Brésil (2016-2022)
Alors qu'il est l'entraîneur des Corinthians, il est nommé le 21 juin 2016 sélectionneur de l'équipe du Brésil, à la suite de l'éviction de Dunga,. Le 28 mars 2017, il qualifie le Brésil à la Coupe du monde 2018, après avoir battu le Paraguay. Le Brésil y est éliminé en quart de finale par la Belgique. Vainqueur ensuite de la Copa América en 2019 puis finaliste en 2021, il participe à sa deuxième coupe du monde en 2022. Comme quatre ans auparavant, le Brésil y est éliminé en quart de finale, cette fois par la Croatie à l'issue des tirs au but. Il annonce mettre fin à ses fonctions dès la fin de ce match.
En octobre 2023, Tite est nommé entraîneur de Flamengo. Il succède à Jorge Sampaoli.

## Palmarès

### Entraineur
- Finaliste de la Copa América en 2021 avec l'équipe de Brésil
- Vainqueur de la Copa América en 2019 avec l'équipe de Brésil
- Vainqueur de la Copa Libertadores en 2012 avec les Corinthians
- Vainqueur de la Coupe du monde des clubs en 2012 avec les Corinthians
- Vainqueur de la Copa Sudamericana en 2008 avec le SC Internacional
- Vainqueur de la Recopa Sudamericana en 2013 avec les Corinthians
- Champion du Brésil en 2011 et 2015 avec les Corinthians
- Vainqueur de la Coupe du Brésil en 2001 avec Grêmio
- Vainqueur du Campeonato Paulista en 2013 avec les Corinthians
- Vainqueur du Campeonato Gaúcho en 2000 avec Caxias
- Vainqueur du Campeonato Gaúcho en en 2001 avec Grêmio
- Vainqueur du Campeonato Gaúcho en 2009 avec le SC Internacional
- Vainqueur de la Coupe Suruga Bank en 2009 avec le SC Internacional

## Distinctions personnelles
- Élu meilleur entraîneur du championnat du Brésil en 2015